# Pilatus PC-7
Pilatus PC-7 Turbo Trainer je enomotorno turbopropelersko šolsko vojaško letalo švicarskega proizvajalca Pilatus. PC-7 ima nizko nameščeno kantilever krilo in dva sedeža v konfiguraciji tandem. Poganja ga turbopropelerski motor Pratt & Whitney Canada PT6, omejen na 550 KM. Zgradili so čez 600 letal, ki jih uporablja čez 20 držav. Uporabljajo ga tudi civilisti za športno letenje. Skupaj so nabrali več kot milijon letečih ur. 
PC-7 je zasnovan na podlagi batnega Pilatus P-3. Prvi prototip s PT6 motorjem je poletel 12. aprila 1966. Potem so ustavili program in ga ponovno zagnali leta 1973. Prvo proizvodno letalo je poletelo 12. avgusta 1978. 
PC-7 so uporabljale Iraške letalske sile med Iransko-Iraško vojno. Iračani so z nimi upoabljali kemična orožja proti Iranskim vojakom.V bojne namene so jih uporabljale tudi Čadske, Gvatemalske in Mehiške letalske sile.
PC-9, ki ga uporablja tudi Slovenska vojska je zasnovan na podlagi PC-7. Kasnejša verzija PC-7 Mk II pa uporablja tehnologijo od PC-9 ima pa manjše stroške obratovanja in vzdrževanja. 

## Specifikacije (PC-7 Turbo Trainer)
Splošne karakteristike
- Posadka: 2: pilot in inštruktor
- Dolžina: 9,78 m (32 ft 1 in)
- Razpon kril: 10,40 m (34 ft 1 in)
- Višina: 3,21 m (10 ft 6 in)
- Površina kril: 16,60 m² (179,0 ft²)
- Teža praznega letala: 1330 kg (2932 lb)
- Maks. vzletna teža: 2700 kg (5952 lb)
- Pogon letala: 1 ×  turboprop Pratt & Whitney Canada PT6A-25A, 410 kW (550 KM)

 Zmogljivost 
- Neprekoračljiva hitrost: 500 km/h (270 vozlov, 310 mph)
- Maks. hitrost: 412 km/h (222 vozlov, 256 mph) največja potovalna hitrsot na 6100 m (20000 ft)
- Hitrost porušitve vzgona: 119 km/h (64 vozlov, 74 mph) spuščena zakrilca in podvozje
- Doseg: 2630 km (1420 navtični miljmi, 1634 milj) potovalna moč na 5000 m (16400 ft) - 20 min rezerva
- Višina leta: 10060 m (33000 ft)
- Hitrost vzpenjanja: 10,9 m/s (2150 ft/min)
- Obremenitev kril: 114,5 kg/m² (23,44 lb/ft²)

Oborožitev

- Nosilci za orožje: 6 × nosilcev za bombe in rakete s kapaciteto 1040 kg (2294 lb)